# فرن شمسي

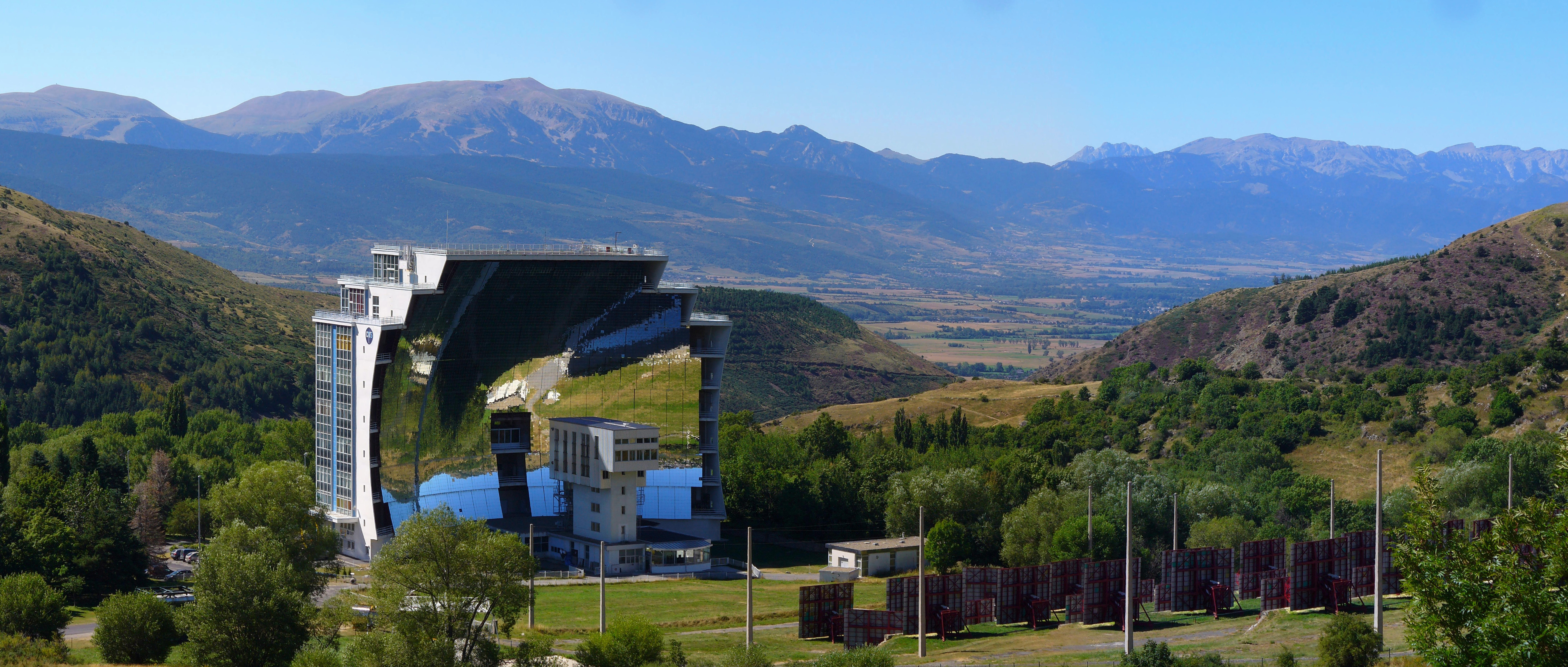
يمكن أن تصل درجة الحرارة في الفرن الشمسي الموجود بأوديلو في إقليم البرانيس الشرقية، فرنسا، إلى 3500 درجة مئوية (6330 فهرنهايت)

الفرن الشمسي عبارة عن مبنى يستخدم الطاقة الشمسية المركزة لتوليد درجات حرارة عالية، يستخدم غالبا في الصناعة. يتم استخدام عاكسات مكافئة أو أبراج لتركيز الضوء (الإشعاع) على نقطة مركزية. قد تصل حرارة تلك النقطة إلى حوالي 3500 سليزيوس (6330 فهرنهايت)، كما يمكن استخدام تلك الحرارة في توليد الكهرباء، صهر الحديد، صناعة الوقود الهيدروجيني أو المواد النانوية.
يوجد أكبر فرن شمسي في أوديلو في البرانيس الشرقية في فرنسا، افتتح عام 1970. يستخدم هذا الفرن مجموعة كبيرة من المرايا لتجميع أشعة الشمس، لتسقط على مرآة منحنية أكبر.

## التاريخ

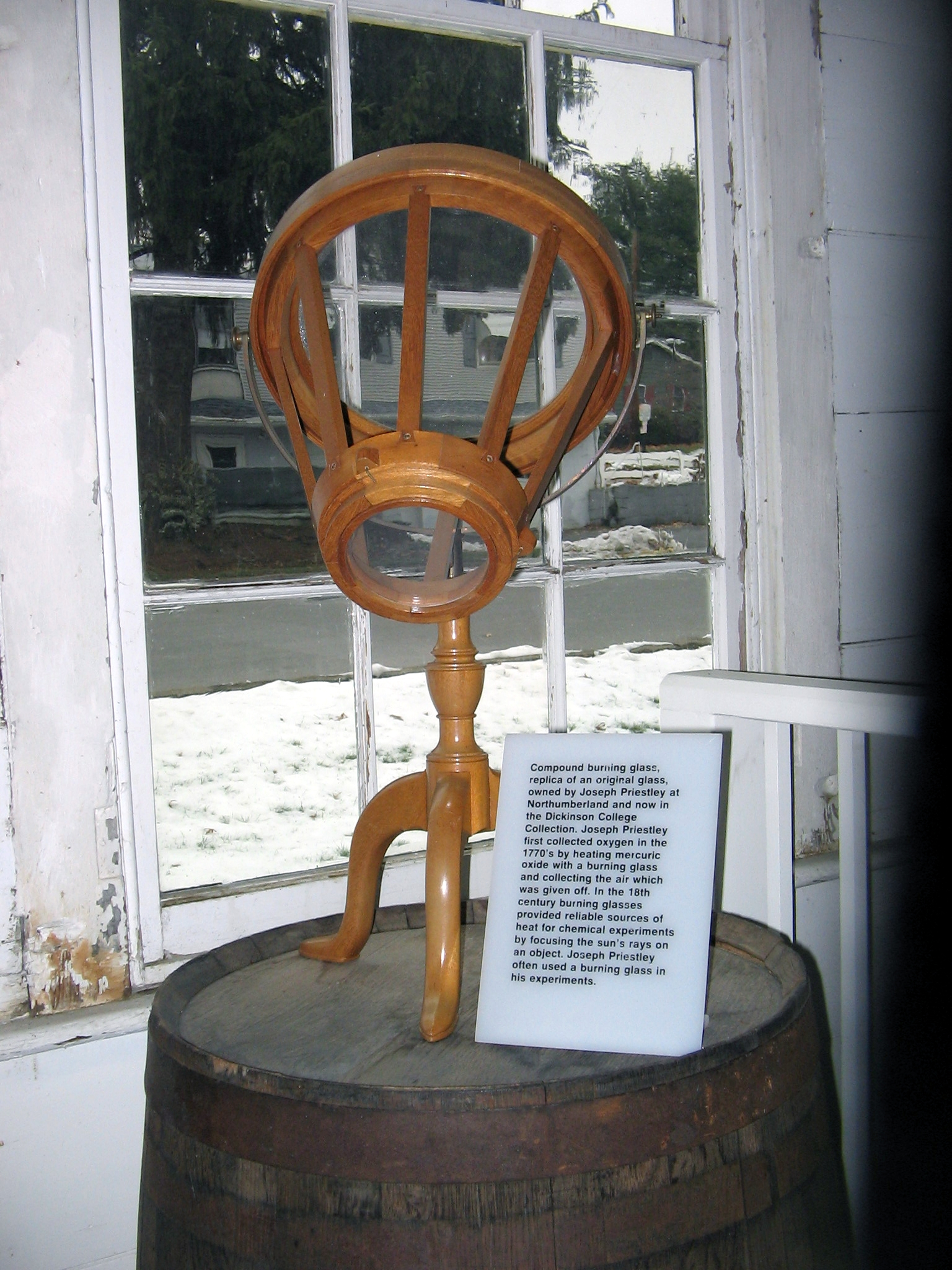
نموذج مصغر للمرايا الحارقة، توجد في معمل الإنجليزي جوزيف بريستلي

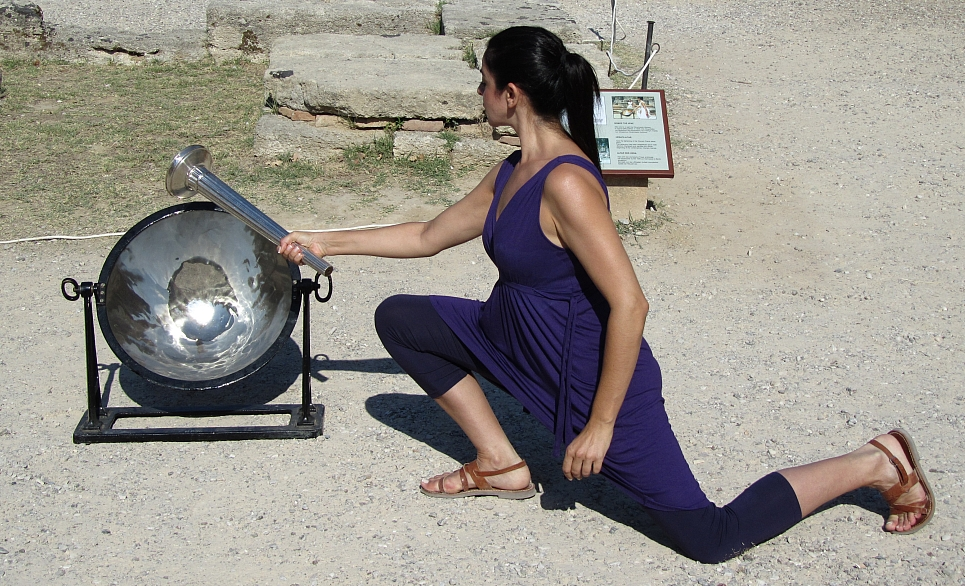
إشعال الشعلة الأولمبية باستخدام عاكس مكافئ، نفس مبدأ عمل الأفران

المصطلح اليوناني/اللاتيني هيليوكامينوس (heliocaminus) يعنى الفرن الشمسي ويشير إلى غرفة شمسية زجاجية خصصت لتكون درجة الحرارة داخلها أعلى من درجة خارجها.
خلال الحرب البونيقية الثانية (218-202 قبل الميلاد)، أشيع أن العالم اليوناني أرشميدس استخدم مبدأ عمل هذه الأفران لصد هجوم السفن الرومانية. فقام بإشعال النار في السفن باستخدام مرايا حارقة. تم اختبار هذه التجربة في عام 2005 من قبل معهد ماساتشوستس للتكنولوجيا. وأعلن أن النظرية صحيحه فيمكن إشعال النار في بعض الكائنات الثابتة باستخدام الطاقة الشمسية (كإشعال الشعلة الأولمبية باستخدام عاكس مكافئ)، ولكن الأمر يختلف في حالة إشعال سفينة في وقت الحرب.

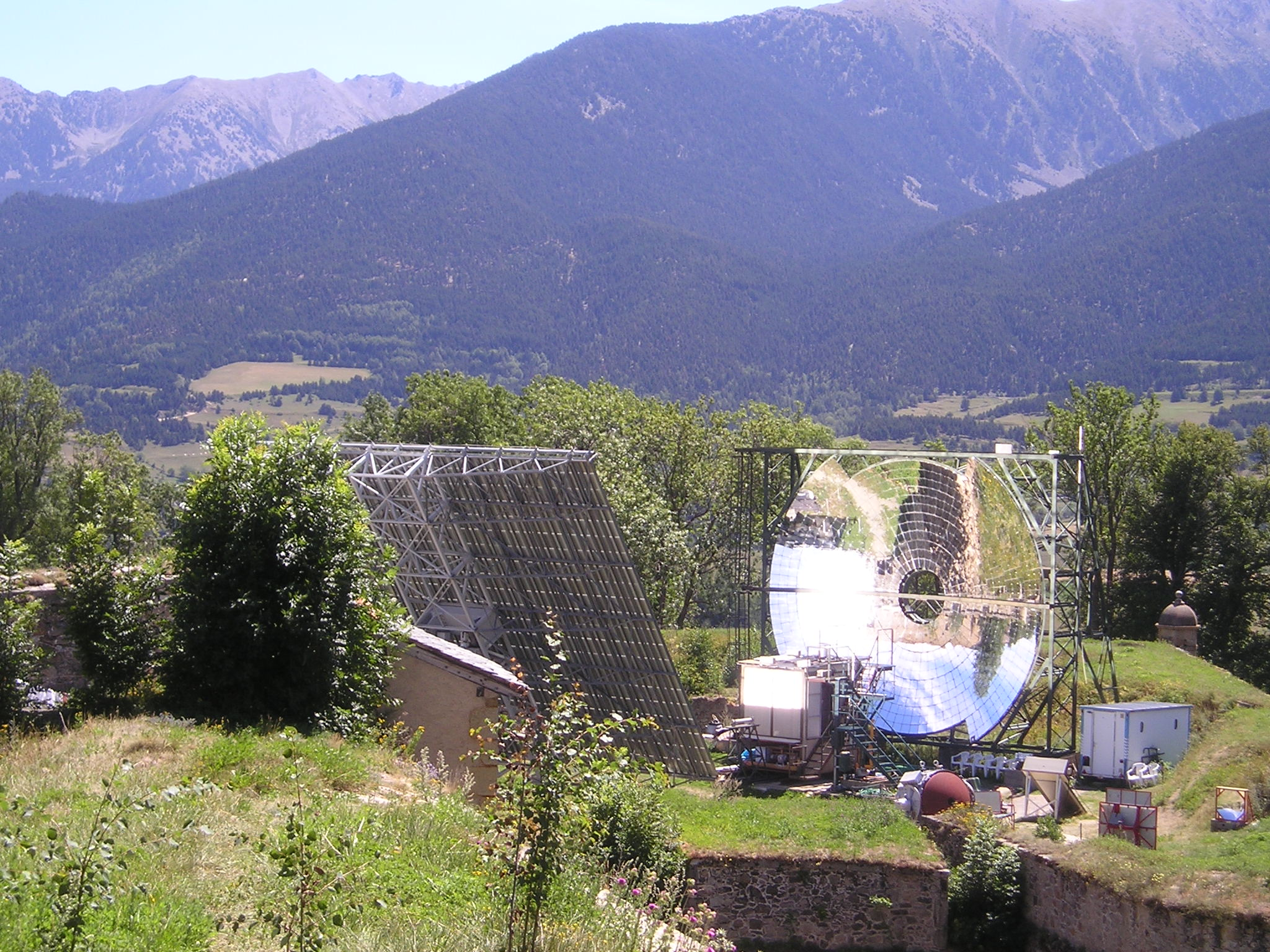
الفرن الشمسي في مونت لويس

في عام 1949 استطاع البروفيسور فليكس ترومب بناء أول فرن شمسي حديث في فرنسا. لا يزال هذا الفرن في مكانه في مونت لويس، بالقرب من أوديلو. تم اختيار جبال البرانس كموقع إنشاء لأن معدل الإشعاع الشمسي لها كبير، وسطوع الشمس لأكثر 300 في السنة.
إهتم الإتحاد السوفياتي بالأفران الشمسية فبنى فرن شمسي في أوزبكستان.

## الإستخدامات
يمكن أن تصل درجة الحرارة على منطقة وعاء الطبخ بعد تركيز الأشعة إلى حوالي 4,000 درجة مئوية (7,230 درجة فهرنهايت)، تبعا لعملية التثبيت، فعلى سبيل المثال
- حوالي 1000 درجة مئوية (1830 درجة فهرنهايت) لصهر المعادن الفلزية.[5]
- حوالي 1400 درجة مئوية (2550 درجة فهرنهايت) لإنتاج الهيدروجين عن طريق تكسير جزيئات الميثان.[6]
- حوالي 2500 درجة مئوية (4530 درجة فهرنهايت) لاختبار المواد المساخدمة في البيئات المتطرفة مثل المفاعلات النووية أو مراكب الفضاء بعد عودتها من الغلاف الجوي.
- حوالي 3500 درجة مئوية (6330 درجة فهرنهايت) لإنتاج المواد النانوية بالطاقة الشمسية والتسامي والتحكم في التبريد، مثل أنابيب الكربون النانوية[7] أو جسيمات الزنك النانوية.[8]

يجرى الآن العمل على تأكيد فعالية استخدام الأفران الشمسية في الفضاء لتوفير الطاقة لمختلف الأجهزة. كما يمكن استخدام أنظمة تخزين الطاقة الحرارية لإنتاج الطاقة في أثناء الليل.

## أجهزة أصغر حجماً
اتجه العالم إلى استخدام الأفران الشمسية لسعرها الرخيص ولعدم وجود أثار جانبية ناتجة عن استخدامها فهي تعمل بالطاقة الشمسية في الهواء، كما يمكن استخدامها في بسترة السوائل.
تعمل الهند حاليا على إنشاء عاكس شيفلر ليستخدم في الأفران، هذا العاكس على مساحة 50 متر مربع يستطيع توليد درجة حرارة تصل إلى 700 درجة مئوية تقريبا ( 1292 فهرنهايت)، وتوفير ما بين 200–300 كيلوجرام تستخدم سنويا لحرق الجثث.